# قرغيز
القرغيز هم إحدى العرقيات التركية. استوطن القرغيز في وسط آسيا في دولة قرغيزستان وقسم في آسيا الصغرى، ويتحدث القرغيز اللغة القرغيزية وهي من مجموعة اللغات التركية.

## التاريخ
يرتبط تاريخ القرغيز بتاريخ الترك عموماً كعرق واحد. ففي العام 550 مـ حدث أول انقسام للعرق التركي:
- قسم غربي استوطن فيما بعد آسيا الوسطى وصولاً إلى القوقاز، وانقسمو بدورهم إلى عدة شعوب.
- قسم شرقي استوطن في الصين ومنغوليا أو فيما يعرف بتركستان وما حولها وانقسمو إلى عدة شعوب ومنها (القرغيز، أويغور...)

بقي القرغيز تحت حكم الصينيين والمغول حتى القرن العاشر الميلادي وعندها ارتحلو تحت ضغط المغول إلى وسط آسيا وأستقرو فيما يعرف حالياً بقرغيزستان بين القرنين الرابع عشر والخامس عشر ميلادي.
امضى القرغيز القرنين السابع عشر والثامن عشر في حرب ضارية مع القالموق (مغول يدينون بالبوذية) مما أدى إلى انحطاط أحوالهم السياسية والاقتصادية وضعفهم تجاه القوة الصينية والروسية وبدأت حقبة جديدة للقرغيز تحت الحكم الروسي حتى العام 1991 مـ عام الاستقلال.
في عام 1932 قام القرغيز الموجودون في تركستان الشرقية بثورة ضد نظام الحكم في الصين للانفصال بتركستان عن الصين وتم قمع الثورة.